# Buckhorn (Nevada)
Buckhorn é uma cidade fantasma no condado de Eureka, estado de Nevada, nos Estados Unidos.

## História
No inverno de 1908 foi descoberto minério de ouro por cinco prospetores no lugar que viria a ser mais tarde Buckhorn. Esse prospetores venderam os terrenos com minério ao magnata  George Wingfield que fundou a "Buckhorn Company" em 1910 e  iniciaram-se as atividades mineiras. Em 1914 viviam na vila de Buckhorn 300 habitantes. Todavia, os veios de Buckhorn foram mais fracos que os esperados e a produção caiu em 1914 e 1915. A mina fechou em 1917 e foi reaberta em 1935, mas os resultados revelaram-se novamente fracos e foi definitivamente encerrada. Na atualidade, o único vestígio da antiga vila são fundações do engenho mineiro e outros edifícios.